# Orsières
Pour la commune française homophone, voir Orcières.
Orsières est une commune suisse du canton du Valais située dans le district d'Entremont. C'est également le nom du village principal et chef-lieu de cette même commune.

## Géographie
Le territoire d'Orsières s'étend sur 165,02 km2. Lors du relevé de 2013-2018, les surfaces d'habitations et d'infrastructures représentaient 1,9 % de sa superficie, les surfaces agricoles 15,1 %, les surfaces boisées 28,6 % et les surfaces improductives 54,4 %.
Orsières est située sur l'axe transalpin du col du Grand-Saint-Bernard, à la frontière de la France et de l'Italie, au pied du massif du Mont-Blanc. Elle se compose principalement de deux grandes vallées, le val Ferret et la vallée de Champex, le bourg d'Orsières, situé sur la Drance d'Entremont, et douze villages, dont Champex, Ferret, Issert, La Fouly et Praz-de-Fort. Le versant suisse du Mont Dolent, point frontière entre la Suisse, la France et l'Italie, se trouve sur la commune.
Sur la commune d'Orsières se trouvent les stations touristiques de Champex-Lac, à environ 1 500 m d'altitude et de La Fouly, à environ 1 600 m d'altitude.
Plusieurs hameaux (18) forment la commune d'Orsières :
- Dans le Val Ferret : 
  - Ferret
  - La Fouly
  - La Seiloz
  - Prayon
  - Branche-d'en-Haut
  - Branche-d'en-Bas
  - Le Revers
  - Saleinaz- Chanton
  - Praz-de-Fort
  - Deuve
  - Les Arlaches
  - Issert
  - Som-la-Proz
- Puis en direction de Champex-Lac :
  - Prassurny
  - Le Biolley
  - Chez-les-Reuses
  - Champex-Lac
  - Champex-d'en-Haut
  - Champex-d'en-Bas
- Sur le versant gauche de la Dranse :
  - Soulalex
  - Verlonnaz
  - La Douay
- Sur le versant droit (La Côte) :
  - Chamoille d'Orsières
  - La Rosière
  - Chez-les-Giroud
  - Chez-les-Addy
  - Maligue
  - Reppaz
  - Commeire

## Toponymie
Le nom de la commune correspond à Ursarias, dérivé du latin ursus (« ours »), au même titre que la commune française d'Orcières ou la vallée uranaise d'Urseren. Il désigne un lieu hanté par des ours ou un village de chasseurs ou de montreurs d’ours.
La commune se nomme Orsâïre en patois valaisan.

## Population

### Gentilés et surnom
Les habitants de la commune se nomment les Orserins ou Orsériens, quelquefois les Orsiérins ou Orsiérains.
Ils sont surnommés les Boutsedons, soit les buchillons ou copeaux.
Les habitants de la localité de Commeire se nomment les Commerins.

### Démographie

#### Évolution de la population
La commune compte 3 292 habitants au 31 décembre 2023 pour une densité de population de 20 hab/km2. Sur la période 2010-2023, sa population a augmenté de 7,0 % (canton : 17,0 % ; Suisse : 9,4 %).  

#### Pyramide des âges
En 2023, le taux de personnes de moins de 30 ans s'élève à 31,9 %, au-dessus de la valeur cantonale (31 %). Le taux de personnes de plus de 60 ans est quant à lui de 29,4 %, alors qu'il est de 27,5 % au niveau cantonal.
La même année, la commune compte 1 710 hommes pour 1 582 femmes, soit un taux de 51,9 % d'hommes, supérieur à celui du canton (49,9 %).
| Hommes | Classe d’âge | Femmes |
| ------ | ------------ | ------ |
| 0,4    | 90 ans ou +  | 1,8    |
| 9,5    | 75 à 89 ans  | 11,2   |
| 17,5   | 60 à 74 ans  | 18,3   |
| 20,9   | 45 à 59 ans  | 19,7   |
| 18,7   | 30 à 44 ans  | 18,4   |
| 17,0   | 15 à 29 ans  | 15,6   |
| 16,1   | - de 14 ans  | 15,0   |

| Hommes | Classe d’âge | Femmes |
| ------ | ------------ | ------ |
| 0,6    | 90 ans ou +  | 1,3    |
| 8,0    | 75 à 89 ans  | 10,1   |
| 17,1   | 60 à 74 ans  | 17,9   |
| 21,0   | 45 à 59 ans  | 20,7   |
| 21,3   | 30 à 44 ans  | 20,1   |
| 17,3   | 15 à 29 ans  | 16,0   |
| 14,7   | - de 14 ans  | 14,0   |

## Culture et patrimoine

### Étape de pèlerinage
Orsières est une des étapes de la Via Francigena, chemin de pèlerinage menant à Rome. Elle est mentionnée à ce titre par Sigéric, en 990, avec la mention L. Ursiores (numéro d'étape en partant de Rome).

### Personnalités liées à la commune
- Mayeul de Cluny, abbé de Cluny, y fut capturé par les Sarrasins en 972.
- Angelin Lovey (1911-2000), prêvot de la Communauté du Grand-Saint-Bernard.
- Jean-Marie Lovey (1950-), évêque du diocèse de Sion.
- Maurice Tornay (1910-1949), bienheureux suisse béatifié en 1993.
- Maurice Tornay, homme politique.
- Daniel Yule, skieur.

### Héraldique
| Blason | Blasonnement : « D'argent à l'ours levé de sable, armé et lampassé de gueules. » |

Les armoiries d'Orsières sont parlantes. Elles sont attestées sur un thaler de Mathieu Schiner de 1498.

### Fonds d'archives
- Fonds : Orsières, Commune / Bourgeoisie (1228-1950) [57,50 mètres].  Cote : CH AEV, AC Orsières. Sion : Archives de l'État du Valais (présentation en ligne).